# Telefónica
Telefónica S.A., «Телефоніка» ― іспанська телекомунікаційна компанія. Штаб-квартира знаходиться в Мадриді. Генеральний директор - Хосé Маріа Áльварес-Пальéте.
Компанія займає восьме місце в світі серед телекомунікаційних компаній (за ринковою капіталізацією), обслуговуючи 325 млн абонентів. Послуги мобільного зв'язку надає під брендами Movistar (Іспанія і Латинська Америка), O2 (Велика Британія та Німеччина) і VIVO (Бразилія). Створена в 1924 році як Національна телефонна компанія Іспанії (Compañía Telefónica Nacional de España, CTNE), до лібералізації ринку зв'язку в 1997 році Telefónica була єдиним оператором телефонного зв'язку в Іспанії і до сих пір займає домінуюче становище на ринку. У 1997 році іспанський уряд приватизував компанію.
Основними регіонами діяльності є Іспанія (26,1% виручки в 2018 році), Бразилія (20,8%), Німеччина (15%), Велика Британія (13,9%), Аргентина (4,8%), Чилі і Перу (по 4,3%).

## Історія
Телефонний зв'язок з'явився в Іспанії в 1877 році. Нею займалися невеликі іспанські і французькі приватні компанії, кожна створювала свою мережу, несумісну з мережами інших компаній. Починаючи з 1882 року видавалися королівські укази, покликані впорядкувати телефонізацію країни, проте вони не допомогли виправити ситуацію. Тоді, 25 серпня 1924 року новий королівський указ уповноважив уряд створити національну телефонну компанію з правами монополіста, яка була названа Compañía Telefónica Nacional de España. Першим завданням нової компанії було скупити вже існуючі компанії, стандартизувати і автоматизувати їх роботу. Основою цієї компанії став іспанський підрозділ International Telephone & Telegraph Corporation (Міжнародна телефонічна і телеграфічна корпорація). До кінця 1925 у CTNE вже було 1135 вузлів зв'язку, в грудні 1926 року була відкрита міжміська лінія довжиною 3800 км, найдовша в Європі на той час. У тому ж 1926 році компанія почала впроваджувати автоматичні телефонні станції, однак повністю цей процес був завершений лише в 1988 році.
У 1928 році був налагоджений радіотелефонний зв'язок Іспанії з Кубою, в наступному році - з Аргентиною і Уругваєм, в 1931 році були з'єднані з материковою Іспанією Канарські острови і Майорка. У 1926-29 роках на вулиці Гран-Віа в Мадриді була побудована перша штаб-квартира компанії, Будівля Telefónica; на той час це була одна з найвищих будівель Європи (89 метрів). Подальший розвиток CTNE сильно сповільнився через громадянську війну, Другу світову війну, наслідком чого була блокада Іспанії. До 1945 року основним власником CTNE була корпорація ITT, але в 1945 році компанія була націоналізована урядом Франсиско Франко (41% акцій залишилося в уряду, інші були розподілені між 700 тисячами акціонерів). Компанія зберегла свій статус монополіста на ринку телекомунікаційних послуг Іспанії.
Починаючи з 1950-х років темп розвитку CTNE збільшився, компанія почала впроваджувати найбільш прогресивні на той час телекомунікаційні технології. З 1952 року в Мадриді і Барселоні почала працювати радіотелефонний зв'язок, в наступному році був встановлений радіозв'язок з допомогою імпульсно-кодової модуляції між Мадридом і Ескоріале, в 1955 році був підключений мільйонний телефон. У 1964 році була відкрита експериментальна наземна станція для роботи з супутниками зв'язку Relay і Telstar. У липні 1971 року було встановлено телефонний зв'язок з СРСР, пізніше в тому ж році почала роботу перша в Європі спеціалізована мережа для пакетної комутації. До 1985 року компанія забезпечувала роботу мережі національного і міжнародного телебачення, було підключено 13 млн телефонів і прокладено 8 млн телефонних ліній. З цього року акції компанії почали котируватися на Лондонській фондовій біржі. У травні 1988 року компанія офіційно змінила назву на Telefónica de España S.A.
У 1982 році компанію очолив Луїс Солана (ісп. Luis Solana), брат Хав'єра Солани, під його керівництвом крім послуг зв'язку Telefónica зайнялася також виробництвом телекомунікаційного обладнання. Для цього в 1980-х роках було засновано кілька спільних підприємств з компаніями з США (AT & T Technologies Inc.), Європи (British Aerospace, Olivetti, Brown Boveri, Philips, Saab-Scania і Telfin), Японії (Fujitsu), Telefónica також мала пакети акцій провідних іспанських виробників Alcatel Standard Electrica SA (21%) і Amper S.A. (12%).

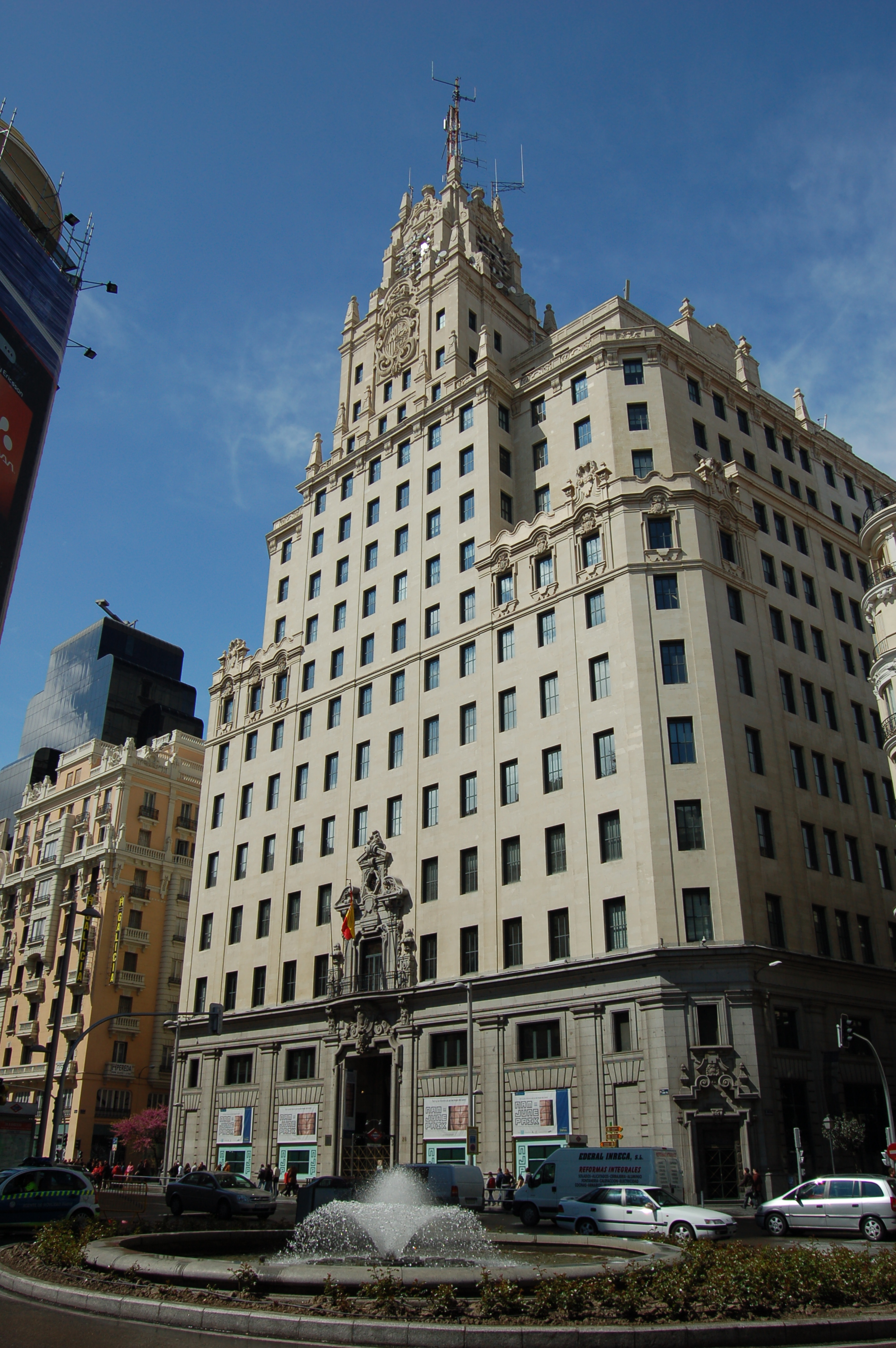
Штаб-квартира Telefónica в 1930—2008 роках, Мадрид

У 1989 році пост глави Telefónica зайняв Кандідо Веласкес (Cándido Velázquez), в цьому ж році за сприяння Pacific Telesis і AT & T's Bell Communications Research була відкрита нова дослідницька лабораторія. У ній були розроблені способи впровадження другого покоління пакетної комутації в Іспанії, велися дослідження в області оптичного зв'язку, передачі голосу і інші проєкти.
У 1990-х роках ставало все очевиднішим, що державний контроль стримує розвиток компанії. Для підтримки рівня зайнятості в Іспанії Telefónica тримала більше число співробітників, ніж було необхідно, встановлювані державою тарифи на місцевий зв'язок були значно нижче, ніж в інших європейських країнах, компанія платила 6-відсотковий податок з обороту (а не з прибутку). Тому в 1994 році почався процес підготовки Telefónica до приватизації, який був завершений в 1997 році.
У 1995 році відкрито підрозділ інтернет-послуг InfoVía, також компанія не залишилася осторонь і від впровадження мобільного зв'язку, на 1996 рік у неї вже було 3 млн абонентів.
У 1996 році на пост голови правління і CEO був призначений Хуан Вільялонга. Під його керівництвом Telefónica почала збільшувати свою присутність на закордонних ринках. У 1998 році було утворено спільне підприємство з MCI Communications Corp., у 2000 році стало відомо, що Вільялонга спекулював акціями, використовуючи інсайдерську інформацію про угоду злиття MCI і WorldCom; йому довелося піти у відставку. У 1997 році в Іспанії пройшла лібералізація ринку телекомунікаційних послуг, вся діяльність компанії Telefónica в Іспанії була виділена в дочірню компанію Telefónica de España. Тоді ж Telefónica взяла участь в приватизації національного оператора зв'язку Бразилії Telebras. В цілому на кінець 1990-х майже четверту частину обороту компанії давали зарубіжні операції, поза Іспанії знаходилося більше половини користувачів стаціонарного та мобільного зв'язку [5].
У 1999 році була створена дочірня компанія Terra Networks, що надає інтернет-послуги; в 2000 році був куплений і приєднаний до Terra американський інтернет-портал Lycos, однак в 2005 році Lycos був проданий.
В кінці 1999 і початку 2000 року Telefónica виявилася в центрі дискусії про опціони (право купити певну кількість акцій компанії за зниженою ціною) для менеджменту компанії. Обурення викликала велика сума цих опціонів - 72 млрд песет (€ 430 млн) на тлі скорочення персоналу на 20 тисяч осіб, а також обстановка скритності при їх розподілі.

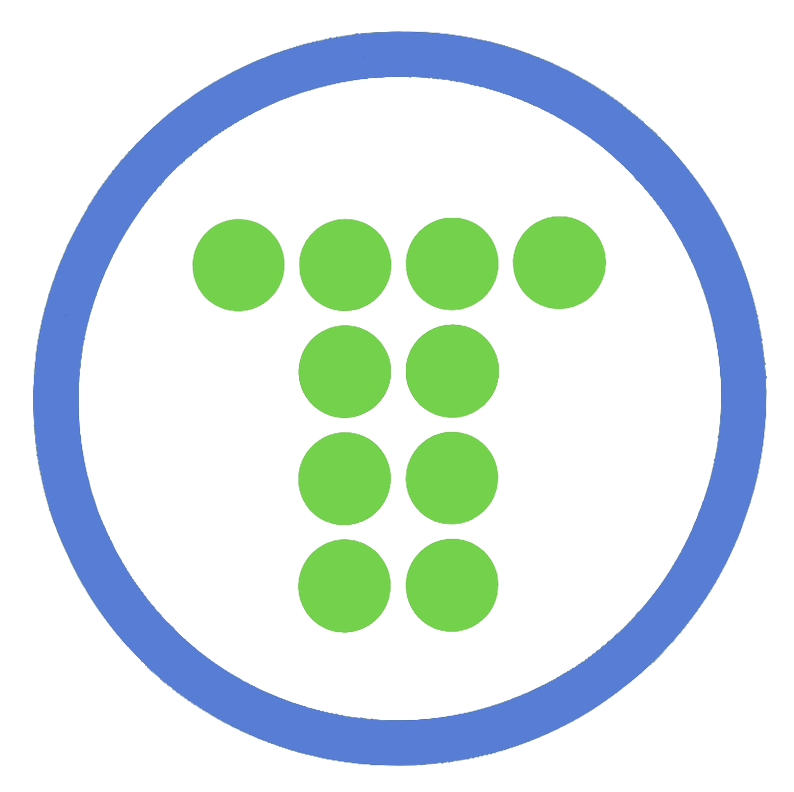
Логотип компанії в 1984-1993 роках.

У 2000 році пост голови правління і головного виконавчого директора (CEO) Telefónica зайняв Сесар Альерта (ісп. César Alierta), який до цього очолював іспанського тютюнового монополіста, компанію Tabacalera, а після її злиття з компанією Seita - об'єднану компанію Altadis.
У 2005 році Telefónica придбала британського оператора мобільного зв'язку O2, який, крім Великої Британії, працює також у Німеччині та Ірландії. Бренд O2 і лондонська штаб-квартира були збережені. Також в 2005 році Telefónica уклала угоду про стратегічний альянс з China Unicom, компанії володіють пакетами акцій одне за одним, а також мають представників у радах директорів партнера по альянсу.
У 2008 році компанія переїхала в нову штаб-квартиру в передмісті Мадрида, яка зайняла цілий квартал (Distrito Telefónica). Комплекс будівель займає площу в 140 тисяч квадратних метрів.
У 2014 році був куплений третій найбільший оператор мобільного зв'язку в Німеччині, компанія E-Plus; він був об'єднаний з брендом O2. Це поглинання викликало критику з боку невеликих операторів зв'язку Німеччини (зокрема Airdata звернувся до суду з позовом проти Єврокомісії, яка схвалила цю угоду), оскільки ринок мобільного зв'язку виявився поділеним між всього трьома компаніями, Telefónica Deutschland, Deutsche Telekom і Vodafone. Також в цьому році був придбаний найбільший іспанський оператор платного супутникового телебачення DTS. У 2014 році була завершена продаж чеської (Telefónica Czech Republic), словацької та ірландської (Telefónica Ireland, Ltd) дочірніх компаній. У цих країнах компанія надавала послуги під брендом O2, з 2005 року в Чехії і з 2007 року в Словаччині; покупцем стала група PPF.
У 2015 році було досягнуто згоди про продаж британського підрозділу Telefónica компанії Hutchison Whampoa, проте 11 травня 2016 року Єврокомісія заблокувала цю угоду, тому як вона порушує антимонопольне законодавство. Також в цьому році був куплений бразильський оператор інтернет-послуг і фіксованого зв'язку GVT. У 2018 році була продана дочірня компанія в Гватемалі. У 2018 році China Unicom і Telefónica створили нове партнерство для об'єднання своїх послуг і мереж в Інтернеті речей, щоб дозволити своїм клієнтам розгортати продукти і послуги IoT в Китаї, Європі та Латинській Америці за допомогою єдиної глобальної SIM-карти IoT.
У вересні 2017 року Nokia та Telefónica підписали угоду з метою оцінки технологій, які дозволять ефективно еволюціонувати мережі до 5G відповідно до бізнес-цілей Telefónica.

## Власники та керівництво
Telefónica випустила більше 5 млрд акцій. Основні акціонери станом на 13 травня 2024:
- Banco Bilbao Vizcaya Argentaria (BBVA) - другий найбільший фінансовий конгломерат Іспанії (4,839% акцій);
- BlackRock - американська інвестиційна компанія, одна з найбільших в світі (3,092% акцій);
- Criteria CaixaCorp S.A.U. - компанія фінансових послуг (5,007 акцій);
- Fundación Bancaria Caixa d'Estalvis i Pensions de Barcelona (ісп. La Caixa) - третій найбільший фінансовий конгломерат Іспанії і найбільший ощадний банк Європи (5,07% акцій);
- Публичний інвестиційний фонд (4,9% акцій);)
- державний фонд SEPI (10,0% акцій);

Найбільш важливі питання, такі як затвердження фінансового звіту за минулий рік, зміни в складі ради директорів, великі поглинання або продажу активів, вирішуються на щорічних зборах акціонерів. Порядку денного зборів становлять рада директорів і власники великих пакетів акцій (більше 3%).
Правління складається з 18 директорів, один з них - представник China Unicom (Hong Kong) Limited, по два призначаються банками La Caixa і BBVA.
Хосе Марія Альварес-Пальете Лопес (José María Álvarez-Pallete López) - голова ради директорів Telefónica з квітня 2016 року, після відходу Сесара Альерти. У компанії з 1999 року, з 2012 року був головним операційним директором, з 2006 року - член ради директорів. Закінчив Мадридський університет і Брюссельський вільний університет.
Анхель Віла Бойш (Angel Vila Boix) - головний виконавчий і операційний директор (CEO і COO) Telefónica з 25 липня 2017 року. У компапнії з 1997 року, до цього працював в Citigroup і McKinsey & Co.
Віце-голови правління: Хосе Марія Абріл Перес (з 2011 року) і Ісідро Фаїні Касас (з 2000 року)
| Період    | Ім'я                                       | Оригінал імені                   |
| --------- | ------------------------------------------ | -------------------------------- |
| 1924—1945 | Эстаніслао де Уркіхо-і-Уссія (1872—1948)   | Estanislao de Urquijo y Ussía    |
| 1945—1965 | Хосе Наварро Ревертер-і-Гоміс (1888—1969)  | José Navarro Reverter y Gomis    |
| 1965—1973 | Антоніо Баррера де Ірімо (1927—2014)       | Antonio Barrera de Irimo         |
| 1973—1976 | Хосе Антонио Гонсалес-Буено                | José Antonio González-Bueno      |
| 1976—1980 | Томас Альєнде-і-Гарсія-Бакстер (1920—1987) | Tomás Allende y García-Baxter    |
| 1980—1982 | Сальвадор Санчес-Теран Эрнандес (1934—)    | Salvador Sánchez-Terán Hernández |
| 1982—1989 | Луїс Солана Мадаріага (1935—)              | Luis Solana Madariaga            |
| 1989—1996 | Кандідо Веласкес-Гастелу Руїс (1936—2012)  | Cándido Velázquez-Gaztelu Ruiz   |
| 1996—2000 | Хуан Вільялонга Наварро (1953—)            | Juan Villalonga Navarro          |
| 2000—2016 | Сесар Альєрта Ізуель (1945—)               | César Alierta Izuel              |
| 2016—     | Хосе Марія Альварес-Пальєте Лопес (1963—)  | José María Álvarez-Pallete López |

## Структура компанії
Група Telefónica включає в себе наступні дочірні суспільства:
- Telefónica Іспанія (Telefónica Spain) - найбільший оператор фіксованого та мобільного (під брендом Movistar) зв'язку Іспанії, виручка в 2018 році склала € 12,7 млрд, 41,5 млн абонентів, з них 18,4 млн мобільного зв'язку, 9 млн стаціонарного зв'язку, 6,1 млн широкосмугового інтернету;
- Telefónica Бразилія (Telefónica Brazil) - володіє контрольним пакетом акцій мобільного оператора Vivo, також володіє мережею фіксованого зв'язку і широкосмугового доступу в Інтернет, виручка - € 10,1 млрд, 95,3 млн абонентів, з них 73,2 млн мобільного зв'язку (31,9% ринку), 13 млн абонентів фіксованого зв'язку і 7,6 млн. користувачів Інтернету;
- Telefónica Північна Латинська Америка (Telefónica Hispam Norte) - об'єднує компанії в Сальвадорі, Панамі, Еквадорі, Коста-Риці, Колумбії, Мексиці, Уругваї, Нікарагуа; виручка - € 4,08 млрд, 73,6 млн абонентів (з них 68 млн мобільного зв'язку) [1];
- Telefónica Південна Латинська Америка (Telefónica Hispam Sur) - об'єднує компанії в Аргентині, Перу і Чилі, виручка - € 6,68 млрд, 56,9 млн абонентів (з них 42,6 млн мобільного зв'язку) [1];
- Telefónica Велика Британія (англ. Telefónica United Kingdom) - основним напрямком діяльності є мобільний зв'язок під брендом O2 (на 2018 рік 25 млн абонентів, частка на ринку становила 26,3%), також є 300 тисяч абонентів фіксованого зв'язку; виручка в 2018 році склала € 6,8 млрд;
- Telefónica Німеччина (англ. Telefónica Germany) - основним напрямком діяльності є мобільний зв'язок під брендом O2, виручка - € 7,32 млрд, 47,1 млн абонентів, з них 42,8 млн мобільного зв'язку (36,7% ринку) [1 ];
- Інші - об'єднує ряд компаній в Європі (Іспанія і Нідерланди) і Латинській Америці (Мексика, Бразилія і Аргентина), виручка - € 1,48 млрд [9].

Загальна кількість абонентів компанії склало в 2018 році 356,2 млн, з них 270,8 млн - користувачі мобільного зв'язку, 34,9 млн - стаціонарного зв'язку, 22,1 млн - інтернет-послуг, 8,9 млн - платного телебачення. Компанія є одним з найбільших в світі операторів підводних кабелів, зокрема підводного кабелю SAm-1 довжиною 25 000 км, що з'єднує США з Південною Америкою. Всього в повній або частковій власності Telefónica знаходяться 25 міжнародних підводних кабелів і 11 місцевих волоконно-оптичних кабелів [1].
У рейтингу найбільших публічних компаній світу Forbes Global 2000 за 2016 рік компанія Telefónica зайняла 104-е місце (у 2015 році - 86-е), в тому числі 138-е по обороту, 161-е за ринковою капіталізацією, 192-е по чистому прибутку і 198-е за активами [36].
| Рік           | 2001   | 2002   | 2003  | 2004  | 2005  | 2006  | 2007  | 2008  | 2009  | 2010  | 2011  | 2012  | 2013  | 2014  | 2015  | 2016  | 2017  | 2018  |
| ------------- | ------ | ------ | ----- | ----- | ----- | ----- | ----- | ----- | ----- | ----- | ----- | ----- | ----- | ----- | ----- | ----- | ----- | ----- |
| Оборот        | 31,58  | 28,91  | 27,71 | 29,86 | 35,99 | 52,9  | 56,44 | 57,95 | 56,73 | 60,74 | 55,98 | 55,34 | 50,55 | 43,46 | 47,22 | 52,04 | 52,01 | 48,69 |
| Чиста виручка | -7,175 | -5,286 | 2,74  | 2,547 | 4,144 | 6,579 | 9,119 | 7,826 | 7,937 | 10,07 | 6,184 | 4,403 | 4,969 | 3,252 | 2,88  | 2,399 | 3,378 | 3,950 |
| Активи        | 90,74  | 66,91  | 61,26 | 62,46 | 76,65 | 109   | 105,9 | 99,9  | 108,1 | 129,8 | 129,6 | 129,8 | 118,9 | 122,4 | 120,3 | 123,6 | 115,1 | 114,0 |

## Монополія
Компанія Telefónica до 1997 року мала статус природної монополії в Іспанії і продовжує зберігати лідируючу позицію на домашньому ринку (29,7% ринку мобільного зв'язку і 40,4% ринку широкосмугового інтернету). Також після придбання у нідерландської компанії KPN німецького оператора зв'язку E-Plus стала лідером ринку мобільного зв'язку Німеччини, в тих країнах Латинської Америки, де веде діяльність, вона контролює від 30 до 50% ринку. Проти компанії неодноразово починалося переслідування з приводу порушення антимонопольного законодавства:
- в 2004 році була оштрафована судом захисту конкуренції (Tribunal de Defensa de la Competencia) на € 57 млн за зловживання становищем монополіста;
- в 2006 році заплатила штраф в розмірі € 900 000 за порушення в тарифікації інтернет-послуг за технологією ADSL;
- в 2008 році вже Єврокомісія визнала Telefónica винною в тих же порушеннях, штраф склав € 151,8 млн